# Alda Teodorani
Alda Teodorani (née à Lugo le 18 janvier 1968) est une écrivaine, traductrice et poétesse italienne. 
Elle est définie « reine de l'horreur italienne ». Dario Argento a dit de ses écrits qu'ils « ressemblaient à ses cauchemars les plus profonds »,. Elle a cultivé divers genres littéraires parmi lesquels l’horreur, les enquêtes policières, l'érotisme. À cette activité  d’écrivain, elle ajoute celle de traductrice. Depuis ses débuts, en 1990, elle a perfectionné sa veine « gore » en écrivant des scénarios de bandes dessinées. Elle a publié des récits dans des anthologies, des quotidiens et des revues . Elle enseigne l'écriture créative à la Scuola Internazionale di Comics de Rome, école qui a plusieurs sièges en Italie et qui offre par ailleurs des formations en Bande Dessinée et design pour le Web.
Alda Teodorani figure dans le Dictionnaire Universel des Créatrices.

## Biographie

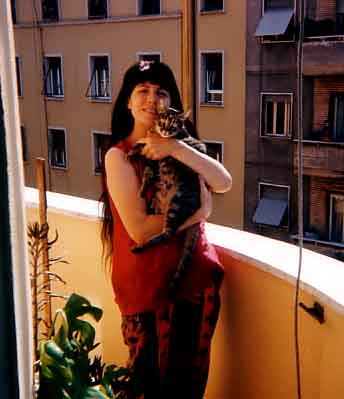
Alda Teodorani et son chat Pumino.

Alda Teodorani a fait ses débuts par la publication de la nouvelle « Non hai capito » dans l'anthologie Nero Italiano 27 racconti metropolitani publié dans les éditions Oscar Mondadori. Avec Carlo Lucarelli, Loriano Macchiavelli et Marcello Fois , elle a fondé le Gruppo 13,, composé d'écrivains et d'illustrateurs de la région de l'Émilie-Romagne. À cette occasion, est entré en contact avec Luigi Bernardi qui publiera ses premiers livres. Dans la même année, en raison des difficultés qu'elle rencontre dans son pays d'origine, Alda Teodorani quitte le Groupe 13 et s'installe à Rome. Son premier livre, Giù, nel delirio est publié en 1991 et son deuxième Le Radici del male en 1993  par Granata Press .
En 1994, avec Fabio Giovannini et Antonio Tentori elle contribue à la naissance du Néo-Noir, qui teorise un noir vu avec les "yeux de Caïn" .
Alda Teodorani fait partie de la génération littéraire qui prend son nom par Jeunesse cannibale , livre publié en France par les Éditions Naturellement. Après la parution, Teodorani engage une correspondance littéraire avec son éditeur, Alain Pelosato, qui lui demande de devenir correspondante de son  revue SFMag. Cette relation portera aussi à la parution du roman Belve - Cruautés, publié en France avant qu'en Italie.
Elle a contribué à la naissance du Congrès Roma Noir (première édition en 2004)né au sein du Département des Études philologiques, linguistiques et littéraires de l'Université La Sapienza de Rome.
En juin 2005, elle est invitée à l'Université de Wurtzbourg en Allemagne, où anime un séminaire.
En 2006, Alda Teodorani a cédé les droits d'adaptation d'une quinzaine de nouvelles à des jeunes réalisateurs pour développer des courts-métrages et médio-métrages. Le projet s'appelle Appuntamenti Letali (rendez-vous létaux) et débouche enfin en un DVD publié par Filmhorror com,
Après avoir publié, en 2008, I sacramenti de male  dans la célèbre collection Il Giallo Mondadori, elle collabore avec le groupe de musique électronique expérimentale Le forbici di Manitù éditant en 2010 un CD qui contient un texte de Teodorani, intitulé L'Isola, publié en 2011 en France par Les éditions de l'Antre, avec préface et traduction de Patryck Ficini, chroniqueur à Sueurs froides.
En novembre 2011, la troisième réédition du roman Belve  est publié par les éditions de Cut-Up presque dix ans après la publication en France avec le titre Belve - Cruautés par les Éditions Naturellement.
En avril 2017, elle a été invitée au colloque international LICOLAR 2017 de l'Université d'Aix-Marseille qui avait comme thème "Le roman graphique en langues romanes et germaniques" où elle a parlé du roman graphique et de la BD d'horreur italienne.

## Œuvres

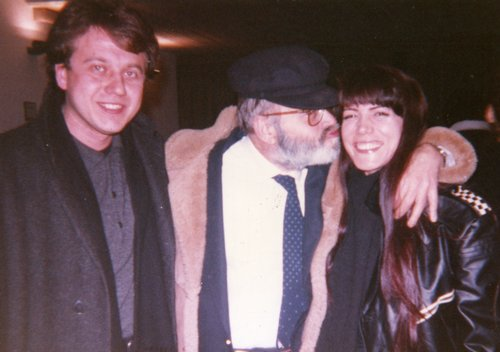
Antonio Tentori, Lucio Fulci et Alda Teodorani.

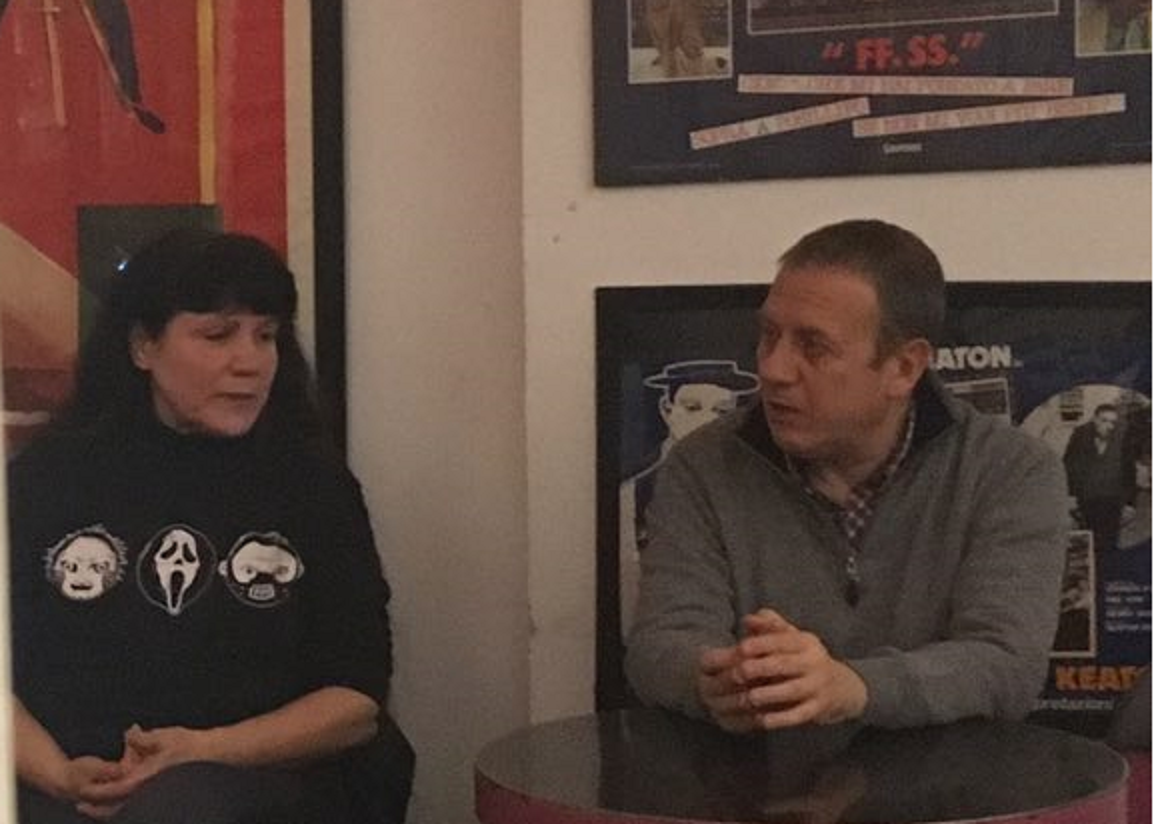
Alda Teodorani et Antonio Tentori.

### Romans (sélection)
- Giù, nel delirio (Granata Press, 1991)
- Le Radici del male (Granata Press, 1993);
- Il segno di Caino (Datanews, 1995);
- Labbra di sangue (Datanews, 1997);
- Sesso col coltello (Stampa Alternativa, 2001);
- Organi (Stampa Alternativa, 2002);
- Belve -Cruautés (Naturellement, 2002);
- Quindici desideri (art-book, 2004)[25] ;
- Bloody Rainbow (Hacca, 2006);
- I sacramenti del male, Arnoldo Mondadori Editore (collection Il Giallo Mondadori 2008);
- L'Isola (Les Editions de l'Antre, 2011);
- Belve - Final Cut, Cut-Up, 2011.
- Ti odio poesia (deComporre, 2015)
- Gramsci in cenere (Stampa Alternativa, 2016)[26].

### Contes (sélection)
- Non hai capito, in « Nero Italiano »- 27 racconti metropolitani, (Arnoldo Mondadori Editore, 1990);
- E roma piange in « Gioventù cannibale », (Einaudi, 1996);
- Et Rome pleure in « Jeunesse Cannibale » (Naturellement, 2000);
- Variazioni sul tema in « Killers & Co. » (Sonzogno, 2003);
- Non hai capito in « Estate Gialla » 1996 (collection Il Giallo Mondadori, 2006);
- Una questione di genere in « Anime nere » (collection Il Giallo Mondadori, 2008)
- Il sangue dell'anima in « Il mio vizio è una stanza chiusa », (collection Il Giallo Mondadori, 2009).

### Traductions du français (sélection)
- Dubois, Geneviève -  Fulcanelli dévoilé - Trad. it.: Fulcanelli : svelato l'enigma del più famoso alchimista del 20. secolo / Geneviève Dubois ; Roma : Edizioni Mediterranee , 1996
- Mercier, Mario - Le livre de l'ange - Trad. it.: Il libro dell'angelo / Mario Mercier ; traduzione dal francese di Alda Teodorani - Roma : Edizioni mediterranee , 1997
- Bourdais, Gildas - Sont-ils déjà là? - Trad. it.: Il caso Roswell : gli extraterrestri sono già qui? / Gildas Bourdais ; in appendice: Roberto Pinotti, Autopsia di un alieno ; traduzione di Alda Teodorani. - Roma : Edizioni mediterranee , 1997
- Benedetti, Stephane - Aïkido: Le livre du débutant - Trad. it.:  Aikido : il libro del principiante / Stephane Benedetti ; traduzione dal francese di Alda Teodorani - Roma : Edizioni mediterranee , 1998
- Fujita Saiko,Henry Plée - L'art sublime et ultime des points vitaux - Trad. it.: L'arte sublime ed estrema dei punti vitali / Fujita Saiko,Henry Plée - traduzione dal francese di Alda Teodorani. - Roma : Edizioni Mediterranee , 2001
- Jacques de Mahieu - Les Templiers en Amérique - Trad. it.: Templari in America / Jacques de Mahieu,  Piemme, 1998
- Raquin, Bernard - Vous pouvez sortir de votre corps ! Guide pratique du voyage astral - Trad. it.: Viaggi fuori dal corpo : la scoperta del viaggio astrale / Bernard Raquin ; traduzione dal francese di Alda Teodorani. - Roma : Edizioni mediterranee , 2001
- Vicari, Jacques - La tour de babel - Trad. it.: La torre di Babele / Jacques Vicari ; traduzione dal francese di Alda Teodorani. - Roma : Arkeios , 2001
- Vareze, Claude - Allan Kardec - Trad. it.: Allan Kardec : il fondatore della filosofia spiritista / Claude Varèze traduzione dal francese di Alda Teodorani. - Roma : Edizioni Mediterranee , 2001
- Guay, Michelle - Therapie de la polarite - Trad. it.: Terapie energetiche e polaritá umana : un approccio olistico / Michelle Guay ; traduzione dal francese di Alda Teodorani. - Roma : Hermes , 2001
- Gray, Rosemary -  Ginkgo biloba - Trad. it.: Ginkgo biloba : una prodigiosa pianta millenaria / Rosemary Gray ; traduzione dal francese di Alda Teodorani. - Roma, Hermes , 2002
- Miquel, Robert - Du silence à la parole - Trad. it.: L'universo delle forme sonore : l'azione e gli effetti del suono sull'uomo / Robert Miquel ; traduzione dal francese di Alda Teodorani. - Roma : Hermes , 2003
- La Foye, Jean : de  - Ondes de vie, ondes de mort -  Trad. it.: Manuale di radiestesia : conoscere e gestire le onde di forma / Jean de La Foye ; traduzione dal francese di Alda Teodorani. - Roma : Edizioni mediterranee , 2004
- Burckhardt, Titus - Principes et méthodes de l'art sacré - Trad. it.:  Principi e metodi dell'arte sacra / Titus Burckhardt ; traduzione dal francese di Alda Teodorani. - Roma : Arkeios , 2004 PAR0810070 - Testo
- Monsterleet, Gérard -  Drainage et physiologie lymphatiques : technique complète et mode d'action de la main - Trad. it.: Il massaggio linfatico : tecniche e manipolazioni / Gerard Monsterleet ; traduzione di Alda Teodorani. - Roma : Edizioni Mediterranee , 2006
- Darche, Claude - L’intuition, la seule vraie facon d’exister - Trad. it.: L'intuizione : accrescere le proprie possibilità, sviluppare la creatività, rinnovare la vita / Claude Darche ; traduzione dal francese di Alda Teodorani. - Roma : Edizioni mediterranee , 2007
- Fiammetti, Roger - Le langage émotionnel du corps  - Trad. it.: Il linguaggio emozionale del corpo / Roger Fiammetti ; prefazione di Luc Nefontaine ; traduzione dal francese di Alda Teodorani. - Roma : Edizioni mediterranee , 2007
- Hidiroglou, Patricia - L'Eau divine et sa symbolique: Essais d'anthropologie religieuse -  Trad. it.: Acqua divina : miti, riti, simboli / Patricia Hidiroglou ; traduzione dal francese di Alda Teodorani. - Roma : Edizioni mediterranee , 2007
- Les Nuages et leur symbolique: Sous la direction de Jacqueline Kelen - Trad. it.: Il simbolismo delle nuvole : l'eternità fluttuante / Françoise Bonardel ... et al. ; a cura di Jacqueline Kelen  traduzione dal francese di Alda Teodorani. - Roma : Edizioni mediterranee , 2008
- Baret, Eric - Le yoga tantrique du Cachemire - Trad. it.: Yoga tantrico : Asana e pranayama del Kashmir / Eric Baret ; traduzione dal francese di Alda Teodorani. - Roma : Edizioni mediterranee , 2008
- Le Corre, François -  L'ostéopathie - Trad. it.: Iniziazione all'osteopatia / François Le Corre, Serge Toffaloni ; traduzione di Alda Teodorani. - Roma : Edizioni Mediterranee , 2009
- Herbert, Jean - Le Yoga de l'amour: le geste de Krishna - Trad. it.: Lo yoga dell'amore : le gesta di Krishna / Jean Herbert ; traduzione di Alda Teodorani. - Roma : Edizioni Mediterranee , 2010
- (it) Guillaume Néry et Luc Le Vaillant (trad. Alda Teodorani), Profondità : Vita e segreti dell'uomo degli abissi, edizioni Mediterranee (it), 23 juillet 2015, 200 p. (ISBN 978-8827226001)
- Paquet, Olivier - Reine d'ambre - Trad. it.: Regina d'Ambra (Future Fiction Vol. 23) eBook: Olivier Paquet, traduzione dal francese di Alda Teodorani. - Roma : Future Fiction , 2016